# Червари
Червари (итал. Cervari) је насељено место у Републици Хрватској у Истарској жупанији. Административно је у саставу општине Канфанар.

## Географија
Насеље се налази у централној Истри, 17 км североистично од Ровиња, а 6 км северозападно од средишта општине Канфанар (12 км путем). Становништво се бави пољопривредом (вино и маслине) и сточарством (овце и говеда).

## Историја
До територијалне реорганизације У Хрватској налазило се у саставу старе општине Ровињ.

## Становништво
Према попису становништва из 2011. године у насељу Червари било је 37 становника који су живели у 13 породичних домаћинстава.
Кретање броја становника по пописима 1857—2001.
| година пописа   | 1857. | 1869. | 1880. | 1890. | 1900. | 1910. | 1921. | 1931. | 1948. | 1953. | 1961. | 1971. | 1981. | 1991. | 2001. | 2011. |
| Број становника | 0     | 0     | 63    | 69    | 72    | 90    | 0     | 0     | 87    | 99    | 83    | 65    | 51    | 42    | 41    | 37    |

Напомена: У 1857. 1869. и 1931, подаци су садржани у насељу Мргани , 1921. у насељу Барат. Од 1880. до 1910. означавано као део насеља.